# Coppa del Mondo di slittino 1994
La Coppa del Mondo di slittino 1993/94 fu la diciassettesima edizione della manifestazione annuale organizzata dalla Federazione Internazionale Slittino; ebbe inizio il 2 dicembre 1993 a Sigulda, in Lettonia, e si concluse il 30 gennaio 1994 ad Altenberg, in Germania. Furono disputate diciotto gare, sei per ogni tipologia (singolo uomini, singolo donne ed il doppio) in cinque differenti località.
Nel corso della stagione si tennero anche i XVII Giochi olimpici invernali di Lillehammer 1994, in Norvegia, ed i Campionati europei di slittino 1994 a Schönau am Königssee, in Germania, entrambe competizioni non valide ai fini della Coppa del Mondo.
Le coppe di cristallo, trofeo conferito ai vincitori del circuito, furono assegnate all'austriaco Markus Prock per quanto concerne la classifica del singolo uomini, la tedesca Gabriele Kohlisch conquistò il trofeo del singolo donne mentre la coppia teutonica formata da Stefan Krauße e Jan Behrendt si aggiudicò la vittoria del doppio.

## Calendario stagionale
| Tappa  | Località             | Pista                                        | Data                | Singolo         | Singolo         | Doppio          |
| Tappa  | Località             | Pista                                        | Data                | Donne           | Uomini          | Doppio          |
| ------ | -------------------- | -------------------------------------------- | ------------------- | --------------- | --------------- | --------------- |
| 1      | Sigulda              | Pista di Sigulda                             | 2 dicembre 1993     | ●               | ●               | ●               |
| 2      | Sigulda              | Pista di Sigulda                             | 4-5 dicembre 1993   | ●               | ●               | ●               |
| 3      | Innsbruck            | Olympia Eiskanal Igls                        | 11-12 dicembre 1993 | ●               | ●               | ●               |
| 4      | Winterberg           | Pista di Winterberg                          | 18-19 dicembre 1993 | ●               | ●               | ●               |
| 5      | Oberhof              | Pista di Oberhof                             | 15-16 gennaio 1994  | ●               | ●               | ●               |
| –      | Schönau am Königssee | Pista di Königssee                           | 21-23 gennaio 1994  | Europei         | Europei         | Europei         |
| 6      | Altenberg            | Pista di Altenberg                           | 29-30 gennaio 1994  | ●               | ●               | ●               |
| –      | Lillehammer          | Lillehammer Olympic Bobsleigh and Luge Track | 13-18 febbraio 1994 | Giochi olimpici | Giochi olimpici | Giochi olimpici |
| Totale | Totale               | Totale                                       | Totale              | 6               | 6               | 6               |

## Risultati

### Singolo donne
| Data                | Località   | Nazione  | Prime classificate          | Seconde classificate       | Terze classificate       |
| ------------------- | ---------- | -------- | --------------------------- | -------------------------- | ------------------------ |
| 2 dicembre 1993     | Sigulda    | Lettonia | Gerda Weissensteiner Italia | Angelika Neuner Austria    | Andrea Tagwerker Austria |
| 4-5 dicembre 1993   | Sigulda    | Lettonia | Gerda Weissensteiner Italia | Gabriele Kohlisch Germania | Andrea Tagwerker Austria |
| 11-12 dicembre 1993 | Innsbruck  | Austria  | Gabriele Kohlisch Germania  | Jana Bode Germania         | Susi Erdmann Germania    |
| 18-19 dicembre 1993 | Winterberg | Germania | Jana Bode Germania          | Gabriele Kohlisch Germania | Sylke Otto Germania      |
| 15-16 gennaio 1994  | Oberhof    | Germania | Gabriele Kohlisch Germania  | Jana Bode Germania         | Susi Erdmann Germania    |
| 29-30 gennaio 1994  | Altenberg  | Germania | Cameron Myler Stati Uniti   | Jana Bode Germania         | Doris Neuner Austria     |

### Singolo uomini
| Data                | Località   | Nazione  | Primi classificati        | Secondi classificati       | Terzi classificati         |
| ------------------- | ---------- | -------- | ------------------------- | -------------------------- | -------------------------- |
| 2 dicembre 1993     | Sigulda    | Lettonia | Markus Prock Austria      | Duncan Kennedy Stati Uniti | Arnold Huber Italia        |
| 4-5 dicembre 1993   | Sigulda    | Lettonia | Markus Schmidt Austria    | Duncan Kennedy Stati Uniti | Georg Hackl Germania       |
| 11-12 dicembre 1993 | Innsbruck  | Austria  | Markus Prock Austria      | Wendel Suckow Stati Uniti  | Duncan Kennedy Stati Uniti |
| 18-19 dicembre 1993 | Winterberg | Germania | Wendel Suckow Stati Uniti | Oswald Haselrieder Italia  | Georg Hackl Germania       |
| 15-16 gennaio 1994  | Oberhof    | Germania | Markus Prock Austria      | Duncan Kennedy Stati Uniti | Markus Schmidt Austria     |
| 29-30 gennaio 1994  | Altenberg  | Germania | Markus Prock Austria      | Arnold Huber Italia        | Georg Hackl Germania       |

### Doppio
| Data                | Località   | Nazione  | Primi classificati                    | Secondi classificati                  | Terzi classificati                          |
| ------------------- | ---------- | -------- | ------------------------------------- | ------------------------------------- | ------------------------------------------- |
| 2 dicembre 1993     | Sigulda    | Lettonia | Stefan Krauße Jan Behrendt Germania   | Hansjörg Raffl Norbert Huber Italia   | Tobias Schiegl Markus Schiegl Austria       |
| 4-5 dicembre 1993   | Sigulda    | Lettonia | Stefan Krauße Jan Behrendt Germania   | Hansjörg Raffl Norbert Huber Italia   | Steffen Skel Steffen Wöller Germania        |
| 11-12 dicembre 1993 | Innsbruck  | Austria  | Stefan Krauße Jan Behrendt Germania   | Hansjörg Raffl Norbert Huber Italia   | Kurt Brugger Wilfried Huber Italia          |
| 18-19 dicembre 1993 | Winterberg | Germania | Stefan Krauße Jan Behrendt Germania   | Steffen Skel Steffen Wöller Germania  | Christopher Thorpe Gordon Sheer Stati Uniti |
| 15-16 gennaio 1994  | Oberhof    | Germania | Steffen Skel Steffen Wöller Germania  | Tobias Schiegl Markus Schiegl Austria | Stefan Krauße Jan Behrendt Germania         |
| 29-30 gennaio 1994  | Altenberg  | Germania | Tobias Schiegl Markus Schiegl Austria | Kurt Brugger Wilfried Huber Italia    | Frank-Peter Barnekow Sandro Zettl Germania  |

## Classifiche
Il sistema di punteggio, invariato rispetto alla precedente stagione, prevedeva lo scarto del peggior risultato e l'assegnazione dei punti con le seguenti modalità:
| Piazzamento                      | 1  | 2  | 3  | 4  | 5  | 6  | 7  | 8  | 9  | 10 | 11 | 12 | 13 | 14 | 15 | 16 | 17 | 18 | 19 | 20 | 21 | 22 | 23 | 24 | 25 | 26 | 27 | 28 | 29 | 30 | 31+ |
| Punti per singolo uomini         | 35 | 32 | 30 | 28 | 26 | 25 | 24 | 23 | 22 | 21 | 20 | 19 | 18 | 17 | 16 | 15 | 14 | 13 | 12 | 11 | 10 | 9  | 8  | 7  | 6  | 5  | 4  | 3  | 2  | 1  | -   |
| Punti per singolo donne e doppio | 20 | 17 | 15 | 13 | 11 | 10 | 9  | 8  | 7  | 6  | 5  | 4  | 3  | 2  | 1  | -  | -  | -  | -  | -  | -  | -  | -  | -  | -  | -  | -  | -  | -  | -  | -   |

### Singolo donne
| Pos. | Nome                 | Nazione     | Punti conquistati | Punti conquistati | Punti conquistati | Punti conquistati | Punti conquistati | Punti conquistati | Totale |
| Pos. | Nome                 | Nazione     | SIG-1             | SIG-2             | INN               | WIN               | OBE               | ALT               | Totale |
| ---- | -------------------- | ----------- | ----------------- | ----------------- | ----------------- | ----------------- | ----------------- | ----------------- | ------ |
| 1    | Gabriele Kohlisch    | Germania    | 9                 | 17                | 20                | 17                | 20                | 2                 | 83     |
| 2    | Jana Bode            | Germania    | 0                 | 11                | 17                | 20                | 17                | 17                | 82     |
| 3    | Susi Erdmann         | Germania    | 7                 | 7                 | 15                | 13                | 15                | 10                | 60     |
| 3    | Andrea Tagwerker     | Austria     | 15                | 15                | 9                 | 0                 | 13                | 8                 | 60     |
| 5    | Gerda Weissensteiner | Italia      | 20                | 20                | 10                | 0                 | 0                 | 5                 | 55     |
| 5    | Angelika Neuner      | Austria     | 17                | 8                 | 11                | 0                 | 10                | 9                 | 55     |
| 5    | Cameron Myler        | Stati Uniti | 4                 | 9                 | 5                 | 10                | 11                | 20                | 55     |
| 8    | Doris Neuner         | Austria     | 11                | 10                | 8                 | 0                 | 8                 | 15                | 52     |
| 9    | Natalija Jakušenko   | Ucraina     | 10                | 13                | 7                 | 0                 | 7                 | 13                | 50     |
| 10   | Sylke Otto           | Germania    | 1                 | 3                 | 13                | 15                | 0                 | 7                 | 39     |

### Singolo uomini
| Pos. | Nome               | Nazione     | Punti conquistati | Punti conquistati | Punti conquistati | Punti conquistati | Punti conquistati | Punti conquistati | Totale |
| Pos. | Nome               | Nazione     | SIG-1             | SIG-2             | INN               | WIN               | OBE               | ALT               | Totale |
| ---- | ------------------ | ----------- | ----------------- | ----------------- | ----------------- | ----------------- | ----------------- | ----------------- | ------ |
| 1    | Markus Prock       | Austria     | 35                | 20                | 35                | 0                 | 35                | 35                | 160    |
| 2    | Duncan Kennedy     | Stati Uniti | 32                | 32                | 30                | 19                | 32                | 22                | 148    |
| 3    | Georg Hackl        | Germania    | 23                | 30                | 26                | 30                | 24                | 30                | 140    |
| 4    | Wendel Suckow      | Stati Uniti | 25                | 28                | 32                | 35                | 0                 | 19                | 139    |
| 5    | Markus Schmidt     | Austria     | 28                | 35                | 12                | 0                 | 30                | 28                | 133    |
| 6    | Gerhard Gleirscher | Austria     | 24                | 24                | 28                | 0                 | 22                | 24                | 122    |
| 7    | Arnold Huber       | Italia      | 30                | 26                | 24                | 0                 | 0                 | 32                | 112    |
| 8    | Jens Müller        | Germania    | 17                | 19                | 25                | 22                | 23                | 8                 | 106    |
| 9    | René Friedl        | Germania    | 18                | 17                | 4                 | 16                | 25                | 20                | 96     |
| 10   | Wilfried Huber     | Italia      | 22                | 23                | 18                | 0                 | 0                 | 25                | 88     |
| 10   | Eduard Burmistrov  | Russia      | 10                | 16                | 13                | 26                | 0                 | 23                | 88     |

### Doppio
| Pos. | Nome                              | Nazione     | Punti conquistati | Punti conquistati | Punti conquistati | Punti conquistati | Punti conquistati | Punti conquistati | Totale |
| Pos. | Nome                              | Nazione     | SIG-1             | SIG-2             | INN               | WIN               | OBE               | ALT               | Totale |
| ---- | --------------------------------- | ----------- | ----------------- | ----------------- | ----------------- | ----------------- | ----------------- | ----------------- | ------ |
| 1    | Stefan Krauße Jan Behrendt        | Germania    | 20                | 20                | 20                | 20                | 15                | 0                 | 95     |
| 2    | Tobias Schiegl Markus Schiegl     | Austria     | 15                | 9                 | 10                | 0                 | 17                | 20                | 71     |
| 3    | Steffen Skel Steffen Wöller       | Germania    | 0                 | 15                | 13                | 17                | 20                | 0                 | 65     |
| 4    | Christopher Thorpe Gordon Sheer   | Stati Uniti | 11                | 13                | 8                 | 15                | 0                 | 13                | 60     |
| 5    | Hansjörg Raffl Norbert Huber      | Italia      | 17                | 17                | 17                | 0                 | 0                 | 7                 | 58     |
| 6    | Ioan Apostol Liviu Cepoi          | Romania     | 8                 | 4                 | 11                | 10                | 11                | 8                 | 48     |
| 7    | Kurt Brugger Wilfried Huber       | Italia      | 0                 | 7                 | 15                | 0                 | 0                 | 17                | 39     |
| 8    | Yves Mankel Thomas Rudolph        | Germania    | 0                 | 0                 | 0                 | 13                | 13                | 10                | 36     |
| 9    | Frank-Peter Barnekow Sandro Zettl | Germania    | 7                 | 8                 | 3                 | 0                 | 0                 | 15                | 33     |
| 10   | Ihor Urbans'kyj Andrij Muchin     | Ucraina     | 13                | 3                 | 5                 | 0                 | 0                 | 11                | 32     |